# オスカル・コンデ
オスカル・イバン・コンデ・チョーリオ（Óscar Iván Conde Chourio, 2002年6月6日 - ）は、ベネズエラ・アラグア州マラカイ出身のサッカー選手。リーガFUTVE・アカデミア・プエルト・カベージョ所属。ポジションはDF。

## クラブ経歴
2018年8月にアカデミア・プエルト・カベージョのトップチームに16歳で昇格。9月3日のACミネロス・デ・グアヤナ戦でプロデビュー。同年シーズンはリーグ戦3試合に出場。2019年シーズンはユースチームでプレー。2020年シーズンは新型コロナウイルスによる長いリーグ戦中断を経て再開された10月より先発に定着。同月28日のカラボボFC戦ではプロ初ゴールを決めた。

## 代表経歴
2019年にペルーで開催された南米U-17選手権、U-17ベネズエラ代表で出場。翌2020年には一気に飛び級で2022 FIFAワールドカップ・南米予選に向けてのフル代表に招集。11月17日のチリ戦で、試合終了間際にルイス・マゴとの交代で起用され、ベネズエラ代表初出場。2-1で同予選初勝利を挙げた。